# Алексије Комнин (протосеваст)
Алексије Комнин (грч. Αλεξιος Κομνηνος, * 1141. године, † 1183. године), је био братанац византијског цара Манојла I Комнина из династије Комнена и протосеваст. Владао је царством као намесник свог брата од стрица, цара Алексија II Комнина.

## Биографија
Алексије је био млађи син севастократора Андроника Комнина († 1142. године) и севастократорке Ирине († 1150/1151. године). Био је унук византијског цара Јована II Комнина (1118 – 1143. године), и царице Пирошке Арпад (Ирене). Његова сестра Теодора Комнина († 1184. године), била је друга жена аустријског војводе Хајнриха II Бабенберга. Његова друга сестра, Евдокија Комнин, била је љубавница Андроника I Комнина. Његов старији брат Јован Дука Комнин (1128 – 1176. године) био је стратег Сердике, војвода Кипра (1155 – 1176), а 1148. године, постао је протовестијар.
Алексије је добио име по свом стрицу Алексију Комнину († 1142. године), наследнику царског престола. Одрастао је на царском двору у Цариграду, добио је титулу протосеваста (πρωτοσεβαστος, протосеваст).
Ожењен је Маријом Дука, са којом има двоје деце која су умрла. Након смрти његовог стрица цара Манојла I Комнина 1180. године, његов тринаестогодишњи син цар Алексије II Комнин постао је његов наследник под намесништвом царице Марије Антиохијске. Непосредно након Манојлове смрти, настала је завера Марије Комнине Порфирогените и њеног мужа, цезара Рајнера од Монферата, против цара Алексија II, која је откривена. После овога, место намесника је преузео протосеваста Алексије. Он је арогантан и много верује својим латинским саветницима, што га чини непопуларним међу вишим племићима. Такође се причало да је имао аферу са удовицом царицом (латиника) Маријом од Антиохије. Племићи су се обратили за помоћ Андронику I Комнину (Манојлов рођак), који је био на челу варварских најамника у Битинији. Централна влада послала је против њега војску и флоту, на челу са генералом Андроником Анђелом и адмиралом Алексијем Мегадуком, који су прешли на Андроникову страну. 
Године 1183. протосеваст Алексије Комнин је био кастриран и ослепљен од стране племића и убрзо је и умро. У страху од предстојеће пропасти, његови латински саветници и водећи млетачки и ђеновљански трговци побегли су са својим галијама на Левант и Црно море. Становништво престонице отворило је капије града Андронику I Комнину. Убрзо након тога, латинска црноморска флота је почела да напада и пљачка градове дуж обале Мраморног мора, чинећи погроме и масакре над њиховим становништвом. У Цариграду је Андроник свечано крунисао Алексија II Комнина за цара на празник Силаска Светог Духа на апостоле (Тројице/Духови) 1182. године. и преузима намесништво. Године 1183 по налогу намесника убијена је царица мајка, а нешто касније и цар Алексије II, који је задављен. После смрти цара Алексија II, цар Андроник I оженио се његовом 12-годишњом удовицом царицом Агнесом (Аном) Капет.